# Marta DuBois
Marta DuBois là một nữ diễn viên người Panama sinh ngày 15 tháng 12 năm 1952 tại David, Chiriquí, Panama. Cô được biết đến với vai diễn là Ardra trong Du hành giữa các vì sao: Thế hệ mới mùa 4, "Devil's Due".

## Sự nghiệp
DuBois trước đây đóng chung với Stephen Collins và Caitlin O'Heaney trong bộ phim truyền hình Tales of the Gold Monkey, chỉ kéo dài một mùa, phát sóng từ tháng 9 năm 1982 đến tháng 6 năm 1983. Cô cũng có một vai trò định kỳ trên Magnum, P.I.. và đã xuất hiện trong các bộ phim như Hardcastle & McCormick (với sự tham gia của Brian Keith và Daniel Hugh Kelly), The A-Team, L.A. Law, Silk Stalkings và Matlock.
Cô đã thực hiện bộ phim đầu tay của mình với một vai trò hỗ trợ trong bộ phim truyền hình năm 1979 Boulevard Nights, trong đó cũng đặc trưng John Fiedler trong dàn diễn viên. Cô tiếp tục với vai diễn trong phim Dead Badge (1995, với Raymond Cruz, Leland Orser, và James B. Sikking) và Black Out (1996, đối diện Brad Dourif, Brad Greenquist và Jeremy Roberts). DuBois cũng xuất hiện trong các bộ phim truyền hình về Princess of Monaco, Grace Kelly, đối diện với Salome Jens và William Schallert, và The Trial of the Incredible Hulk, cùng với John Rhys-Davies.
Năm 2000, cô đóng vai chính với Scott Bakula và Robert Beltran trong bộ phim hài lãng mạn Luminarias. Giữa năm 2005 và 2008, DuBois đã đóng vai Trung sĩ Roberta Hansen trong mười bộ phim truyền hình McBride đối diện John Larroquette.
Cô cũng đóng vai Dora trong chương trình truyền hình Lone Rider (2008, với Mike Starr và Tom Schanley) và đóng vai Maria Cordero trong tập phim "Ballona Creek" của Law & Order: Los Angeles (2010, cùng Patrick Fischler, Saxon Trainor) và Tom Virtue).

## Đóng phim

### Phim
| Năm  | Tựa đề            | Vai             | Ghi chú |
| ---- | ----------------- | --------------- | ------- |
| 1979 | Boulevard Nights  | Shady Landeros  |         |
| 1990 | Fear              | Inez Villanueva |         |
| 1994 | Dead Badge        | Billie Torres   |         |
| 1998 | Picture of Purity | Diane Rose      |         |
| 2000 | Luminaries        | Sofia           |         |

### Phim truyền hình
| Năm       | Tựa đề                           | Vai                    | Ghi chú                                        |
| --------- | -------------------------------- | ---------------------- | ---------------------------------------------- |
| 1980      | Trapper John, M.D.               | Elena                  | "Quarantine"                                   |
| 1980      | Vega$                            | Angela                 | "Vendetta"                                     |
| 1981      | Trapper John, M.D.               | Irene                  | "Cooperative Care"                             |
| 1981–1988 | Magnum, P.I.                     | Michelle Hue           | Recurring role (6 tập)                         |
| 1982      | Voyagers!                        | Margaret               | "Agents of Satan"                              |
| 1982–83   | Tales of the Gold Monkey         | Princess Koji          | Main role (21 tập)                             |
| 1983      | Grace Kelly                      | Rita Gam               | Phim truyền hình                               |
| 1983      | Hardcastle and McCormick         | Tina Grey              | "The Black Widow"                              |
| 1983      | Matt Houston                     | Daphne                 | "The Crying Clown"                             |
| 1984      | Trapper John, M.D.               | Rita                   | "Play Your Hunch"                              |
| 1984      | Riptide                          | Sheila / Marcy Hayward | "Double Your Pleasure"                         |
| 1984      | Hawaiian Heat                    | Maggie Aoki            | Phim truyền hình                               |
| 1984      | The A-Team                       | Bobbi Cardina          | "The Bend in the River: Parts 1 & 2"           |
| 1985      | MacGruder and Loud               | Linda Braddock         | "Odds Favor Death"                             |
| 1985      | Generation                       | Kate Mendez Breed      | Phim truyền hình                               |
| 1986      | Crazy Like a Fox                 | Suzanne / Marilyn      | "You Can't Keep a Good Corpse Down"            |
| 1986      | Starman                          | Dr. Ellen Dukow        | "Fever"                                        |
| 1987      | MacGyver                         | Dr. Barbara Ortega     | "Pirates"                                      |
| 1987      | L.A. Law                         | Gwen Fuller            | "The Grace of Wrath"                           |
| 1988      | Matlock                          | Carol Weston           | "The Lovelorn"                                 |
| 1989      | The Trial of the Incredible Hulk | Ellie Mendez           | Phim truyền hình                               |
| 1991      | Star Trek: The Next Generation   | Ardra                  | "Devil's Due"                                  |
| 1991      | She-Wolf of London               | Nancy Chambers         | "Habeas Corpses"                               |
| 1992      | Matlock                          | Ava Brodsky            | "The Assassination: Parts 1 & 2"               |
| 1992      | Land of the Lost                 | The Siren              | "Siren's Song"                                 |
| 1992      | Silk Stalkings                   | Helen McCabe           | "Shock Jock"                                   |
| 1993      | Silk Stalkings                   | Brenda Logan           | "Daddy Dearest"                                |
| 1994      | Murder, She Wrote                | Maria Garcia           | "Time to Die"                                  |
| 1994–95   | Martin                           | Marta Rodriguez        | "Go Tell It on the Martin", "Express Yourself" |
| 1995      | Renegade                         | Lucy Sherman           | "Broken on the Wheel of Love"                  |
| 1995      | Sisters                          | Rosa Maria Castio      | "Matters of the Heart", "Enchanted May"        |
| 1995      | Walker, Texas Ranger             | Angela Kale            | "Blown Apart"                                  |
| 1996      | Midnight Heat                    | Sharon Gray            | Phim truyền hình                               |
| 1996      | Time Well Spent                  | Lucy Castillo          | Phim truyền hình                               |
| 1997      | Trials of Life                   | Mrs. Grantos           | Phim truyền hình                               |
| 1998      | Silk Stalkings                   | Jane Chambers          | "If the Shoe Fits"                             |
| 2000      | The King of Queens               | Eva                    | "Party Favor"                                  |
| 2000      | That's Life                      | Betty                  | "The Tell-Tale Uterus"                         |
| 2001      | Even Stevens                     | Mrs. Estrada           | "Strictly Ballroom"                            |
| 2001      | The Division                     | Dr. Olvidos            | "The Fear Factor"                              |
| 2005–2007 | McBride                          | Sgt. Roberta Hansen    | Bộ phim truyền hình                            |
| 2008      | Lone Rider                       | Dora                   | Phim truyền hình                               |
| 2010      | Law & Order: LA                  | Maria Cordero          | "Ballona Creek"                                |
| 2013      | Bones                            | Maureen Serrano        | "The Diamond in the Rough"                     |